# Język rejang
Język rejang (baso Jang, baso Hejang) – język austronezyjski używany w indonezyjskich prowincjach Bengkulu i Sumatra Południowa na wyspie Sumatra. Według danych z 2000 roku posługuje się nim 350 tys. osób.
Dzieli się na szereg dialektów: lebong, kepahiang (kebanagung), pasisir, musi (curup), rawas. Spotyka się też się podział na dialekty górskie (lebong, curup, kepahyang) i dialekt nadbrzeżny (pesisir). Jego umiejscowienie w ramach języków austronezyjskich jest niejasne; sugerowano bliskie pokrewieństwo z malajskim, ale podobieństwa leksykalne łączące rejang z tym językiem dają się wytłumaczyć zapożyczaniem.
Odmiana rejonu miasta Curup (ośrodek administracyjny kecamatanu Rejang Lebong) została poddana wpływom okolicznych języków (basemah i malajskiego miasta Palembang). W Curup dużą rolę odgrywa indonezyjski wraz z malajskim Palembangu, do czego przyczynia się obecność ludności napływowej. W okolicznych miejscowościach rejang zachował się jako pierwszy przyswajany język. Jeszcze w latach 80. XX w. we wsi Tapus odnotowano ograniczoną znajomość języka narodowego.
W latach 60. XX w. badania nad językiem i kulturą Rejang prowadził M.A. Jaspan. W trakcie swojej działalności zebrał m.in. materiały słownikowe, które zostały wydane w 1984 r. Powstały też indonezyjskie słowniki (1985, 2013). Prace gramatyczne obejmują opisy składni i morfologii (1980/1981, 1982, 1994)   .
W latach 70. XX w. stwierdzono, że rejang dominuje w sferze domowej i kontaktach nieoficjalnych. We wszelkich sytuacjach formalnych wykorzystywany jest język indonezyjski. Do jego zapisu stosuje się alfabet łaciński oraz tradycyjne pismo kaganga. 